# 布埃纳切德亚拉尔孔
布埃纳切德亚拉尔孔，是西班牙卡斯蒂利亚-拉曼恰昆卡省的一个市镇。总面积64平方公里，总人口637人（2001年），人口密度10人/平方公里。